# Попытка взрыва Boeing 767 над Атлантикой
Попытка взрыва Boeing 767 над Атлантикой — авиационное происшествие в результате теракта, произошедшее 22 декабря 2001 года. Авиалайнер Boeing 767-323ER авиакомпании American Airlines выполнял плановый рейс AA63 по маршруту Париж — Майами, но во время полёта над Атлантическим океаном террорист Ричард Рид предпринял попытку взрыва пластиковой бомбы в своей обуви. Взрывное устройство не сработало, пилоты выполнили аварийную посадку в аэропорту Бостона, и Рид был арестован. Никто из находившихся на борту самолёта 197 человек (185 пассажиров и 12 членов экипажа) не погиб, но один из них получил лёгкие ранения.

## Самолёт
Boeing 767-323ER (регистрационный номер N384AA, заводской 26996, серийный 512) был выпущен в 1993 году (первый полёт совершил 12 августа). 27 августа того же года был передан авиакомпании American Airlines. Оснащён двумя турбовентиляторными двигателями General Electric CF6-80C2B6.

## Хронология событий
Одним из пассажиров рейса AA63 был 28-летний Ричард Рид (англ. Richard Reid), который пронёс в своей обуви пластиковую бомбу. Рид планировал сесть на рейс 063 днём ранее (21 декабря), но его не пустили на борт самолёта. 22 декабря рейс AA63 вылетел из Парижа и взял курс на Майами; на его борту находились 12 членов экипажа и 185 пассажиров, полёт должен был занять чуть более 10 часов.
Примерно через 2 часа после взлёта, вскоре после подачи еды, пассажиры пожаловались на странный запах дыма. Стюардесса Эрмис Мутардье (англ. Hermis Moutardier) начала искать его источник и увидела Рида, который пытался зажечь спичку. Она решила, что он хочет покурить, и сообщила ему, что курение на борту самолёта запрещено. Рид пообещал не курить, но через несколько минут стюардесса Мутардье увидела, как Рид наклонился к своей обуви, и спросила у него, что он делает; после этого Рид неожиданно зажёг спичку и поднёс её к своему правому ботинку, но взрывное устройство не сработало.
После этого стюардесса Мутардье дважды пыталась схватить Рида, но он дважды оттолкнул её, и стюардесса упала на пол салона. Когда пришла другая стюардесса (Кристина Джонс (англ. Cristina Jones)), Рид подрался с ней и укусил её за большой палец руки. В конце концов Ричард Рид был обездвижен стюардессами и пассажирами (которые сидели рядом с Ридом; один из них при этом получил лёгкие ранения) при помощи пластиковых наручников, проводов для наушников и удлинителей ремней безопасности; также Риду ввели диазепам, который был найден в самолёте.
Пилоты рейса 063 приняли решение совершить аварийную посадку в аэропорту Логан в Бостоне; за всё время полёта до Бостона и посадки лайнер сопровождали два истребителя F-15 ВВС США. После посадки лайнера Ричард Рид был арестован. Он признал себя виновным и был приговорён к 3 пожизненным срокам и дополнительным 110 годам лишения свободы в тюрьме ADX Florence.

## Взрывное устройство
Ричард Рид пронёс в своей обуви пероксид ацетона и пентрит — легковоспламеняющиеся вещества, которые взрываются даже при самом малом контакте с огнём или электрическим разрядом. В обоих ботинках Ричарда Рида было обнаружено 280 граммов пероксида ацетона и пентрита; этого количества было достаточно, чтобы проделать большую дыру в фюзеляже лайнера, но взрывное устройство не сработало из-за того, что вещества были увлажнены по́том ступней Рида.

## Последствия

### Авиационная безопасность
После этой попытки теракта процедуры безопасности в аэропортах США (а впоследствии и в аэропортах всех стран мира) были изменены — с 2006 года в аэропортах все пассажиры перед прохождением через сканеры снимают обувь. В 2011 году правила были смягчены для детей до 12 лет и для взрослых старше 75 лет.

### Дальнейшая судьба самолёта
Boeing 767-323ER борт N384AA после попытки теракта продолжил эксплуатироваться авиакомпанией American Airlines. 28 сентября 2020 года был передан грузовой авиакомпании Amerijet International, в которой сменил бортовой номер (N349CM) и был переделан из пассажирского в грузовой (Boeing 767-323ER-BDSF).

### Номер рейса
Номер AA63 в авиакомпании American Airlines существует и поныне, его выполняют Boeing 777 и Boeing 787 Dreamliner.